# ياكوبو سالفياتي
ياكوبو سالفياتي (فلورنسا، 15 سبتمبر 1461 - 6 سبتمبر، 1533) سياسي إيطالي، صهر لورينزو الرائع .
ابن جوفاني سالفياتي و إلينا غوندى بووندلمونتي، اشتغل في شبابه بشؤون الأسرة الاقتصادية، وجنى ثروةً هائلة، ومن ثم كرس نفسه لحياة المدينة السياسة . مهدت له وظائفه زواجاً مرموقاً من لوكريسيا دي ميديشي ابنة لورينزو الرائع (كان الزفاف في العاشر من سبتمبر عام 1486).
كان وكيل الفنون في عامي 1499 و 1518 ، ثم غونفالونييري العدل عام 1514 و شارك في سلطة إدارية من 200 مواطن فلورنسي عملت لإصلاح الحكومة الجمهورية سنة 1531.
في سنة 1513 عـُيـّن سفيراً في روما .
أثناء حصار فلورنسا حاول فكه ولكن دون جدوى. كان من بين مستشاري البابا كليمنس السابع خلال لقائه تصالحي مع شارل الخامس في ديسمبر عام 1532 بمدينة بولونيا.
تولى تربية جوفاني دالي باندي نيري الذي تيتم رضيعاً بوفاة والده جوفاني إل بوبولانو ثم لحقته الأم كاتيرينا سفورزا بعد حوالي أحد عشر عاماً . و زوّجه من ابنته ماريا .

## الأبناء
أثمر زواج ياكوبو سالفياتي بلوكريسيا دي ميديشي عشرة أبناء، بعضهم تولى أدواراً على قدر كبير من الأهمية، أو كانوا آباءاً أو لشخصيات بارزة :
1. الكاردينال جوفاني سالفياتي (فلورنسا، 1490، - رافينا، 1553)
2. لورينزو سالفياتي (فلورنسا، 1492 - فيرارا، 1539) ، عضو مجلس الشيوخ وراعي فنون
3. بييرو سالفياتي، أرستقراطي
4. إلينا سالفياتي (فلورنسا، 1495 - جنوى، 1552) ، تزوجت من الماركيز بالافيتشينو بالافيتشينو، ثم في زواجٍ ثانٍ لأمير Appiano Jacopo الخامس من أراغون
5. باتيستا سالفياتي (1498-1524)
6. ماريا سالفياتي (1499-1543) ، تزوجت من جوفاني دالي باندي نيري و بهذا الزواج توحـّد الفرع الأميري بالفرع الشعبي من سلالة ميديشي لذا نودي بابنه كوزيمو لقيادة فلورنسا بعد وفاة ألساندرو دي ميديشي
7. لويزا سالفياتي، تزوجت سيجيسموندو دي لونا و بيرالتا
8. فرانشيسكا سالفياتي ، تزوجت بييرو غوالتيروتي، ثم في زواج ثانٍ أوتافيانو دي ميديشي و أنجبت منه ألساندرو الذي صار مستقبلاً البابا لاون الحادي عشر
9. الكاردينال برناردو سالفياتي (فلورنسا، 1492 - روما، 1568)
10. ألامانو سالفياتي (1510-1571) ، أرستقراطي